# مكي بن عبدان
أبو حاتم مكي بن عبدان بن محمد بن بكر بن مسلم التميمي النيسابوري أحد رواة الحديث النبوي.

## روايته للحديث
سمع الحديث من: عبد الله بن هاشم، ومحمد بن يحيى الذهلي، وأحمد بن حفص، وأحمد بن يوسف السلمي، وعمار بن رجاء، ومسلم بن الحجاج. حدث عنه: أبو علي بن الصواف، وعلي بن عمر الحربي، وأبو أحمد الحاكم، وأبو بكر الجوزقي، ويحيى بن إسماعيل الحربي.

## الجرح والتعديل
- قال الحافظ أبو علي النيسابوري: «ثقة مأمون مقدم على أقرانه من المشايخ».
- قال الذهبي: «وقد حدث عنه من القدماء أبو العباس بن عقدة».

## الدراسات عنه
- الكنى والأسماء لمسلم بن الحجاج رواية ابي حاتم مكي بن عبدان، دراسة وتحقيق عبد الرحيم محمد احمد القشقري، باشراف حماد بن محمد الأنصاري.[2]

## وفاته
مات في شهر جمادى الآخرة سنة 325 هـ، زكان عمره بضعا وثمانين سنة.